# Прериальское восстание
Прериа́льское восста́ние III го́да — последнее и одно из самых ожесточённых народных восстаний в Париже 20—23 мая 1795 года, вызванное и направленное против Термидорианской реакции во время Великой французской революции. После поражения Прериаля санкюлоты потеряли какой-либо политический вес вплоть до революций XIX века. В меньшей степени, это восстание также важно тем, что оно отмечает последнюю попытку оставшихся монтаньяров и якобинцев вернуть былое влияние в Конвенте и парижских секциях. На этот раз, хотя они и дали некоторое политическое направление народному движению, которое возникло в первую очередь в знак протеста против ухудшения экономических условий жизни предместий, их вмешательство было осторожным и половинчатым, что явилось одной из причин, обрёкших движение на неудачу.

## Предпосылки
Разрушение системы революционного правительства положило конец регулированию экономики. «Максимум» был ослаблен ещё до 9 термидора. Теперь же в максимум никто больше не верил. Из-за того, что чёрный рынок обильно снабжался, утвердилась идея, что контролирование цен равно дефициту, и что свобода торговли вернёт изобилие. Предполагалось, что вначале цены вырастут, но затем упадут в результате конкуренции. Эта иллюзия была разрушена зимой 1795 года. Формально Конвент поставил точку на «максимуме» 4 нивоза III года (24 декабря 1794 года).
Отказ от контролируемой экономики спровоцировал катастрофу. Цены взлетели, и обменный курс упал. Республика была приговорена к массовой инфляции, и валюта была разрушена. В термидоре III года ассигнации стоили менее 3 процентов от их номинальной стоимости. Ни крестьяне, ни торговцы не принимали ничего, кроме металлических денег. Падение было настолько стремительным, что экономическая жизнь, казалось, остановилась.
Кризис сильно усугубил голод. Крестьяне перестали приносить продукты на рынки, потому что не хотели принимать ассигнации. Правительство по-прежнему доставляло продовольствие в Париж, но было не в состоянии обеспечить обещанные пайки. Хлеба по карточкам в некоторые дни выдавали по одной шестой фунта в день. На чёрном рынке он стоил в флореале 10 ливров за фунт, в начале прериаля за фунт хлеба просили уже от 16 до 22 ливров. Люди падали на улице от истощения, смертность росла, участились случаи самоубийств. В провинциях местные муниципалитеты снова прибегли к своего рода реквизициям при условии непрямого принуждения в получении товаров. Судьба сельских подёнщиков, покинутых всеми, была часто ужасна. Инфляция разрушила кредиторов в пользу должников. Это всё вызвало беспрецедентную спекуляцию. Санкюлоты, столь безучастно на первых порах встретившие падение и казнь робеспьеристов 9 термидора, теперь начали выражать сожаление о режиме II года, когда теперь они сами остались без работы и без хлеба.
В начале весны дефицит основных товаров был таким, что, казалось, волнения происходили по всей стране. Париж снова пришёл в движение.

## Ход восстания
Волнения в секциях возобновились в флореале. 10 флореаля (29 апреля) секция Монтрей объявила, что она будет заседать непрерывно, и призвала другие секции последовать её примеру, чтобы обсудить продовольственный вопрос. 11 флореаля (30 апреля) вспыхнуло возмущение в секции Бонне-де-ля-Либерте. Сигнал к началу движения дала брошюра, опубликованная вечером 30 флореаля (19 мая 1795 года) и озаглавленная: «Восстание народа с целью получения хлеба и восстановления его прав» (фр. Insurrection du peuple pour obtenir du pain et reconquerir ses droits). Эта брошюра была известна как «План восстания», основную мысль которой можно было выразить одним словом: хлеб! Политические цели были изложены более подробно: освобождение заключённых после 9 термидора патриотов и немедленное вступление в силу Конституции 1793 года, выборы в законодательное собрание, которое должно занять место Конвента. Народ призывали идти к Конвенту 1 прериаля. Не может быть никаких сомнений о подготовке восстания со стороны лидеров санкюлотов. Уже 29 жерминаля (18 апреля) Станислас Ровер сообщил Конвенту о брожении в секциях. Что касается остатков монтаньяров в Конвенте, депутатов Вершины (фр. la Crête de la Montagne), их отношение к восстанию показывало, что они благосклонно смотрели на движение, но не сделали ничего, чтобы организовать или направить его.

### 1 прериаля

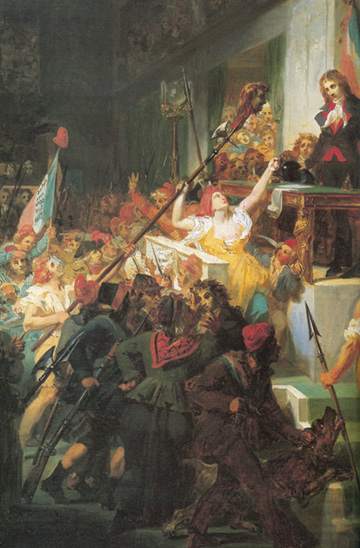
Прериальское восстание
Феликс Оврэ, 1831

Первого прериаля III года (20 мая 1795 года) в 5 часов утра пробил набат в предместьях Сент-Антуан и Сен-Марсо. Вскоре ударили общий сбор во всех восточных секциях. Ещё раз, как и в октябре 1789 года, это были женщины, которые взяли на себя инициативу; женщины бегали по улицам, по мастерским, мужчины вооружались. В секциях Попинкур, Гравилье и Прав человека происходили голодные бунты в очередях у булочных. В некоторых случаях повстанцы врывались в арсеналы секций, вооружались, распределяли оружие в секциях и принуждали командиров национальной гвардии вести их к Конвенту. В 10 часов утра под бой барабанов первые группы проследовали к Конвенту. Вскоре после полудня двинулись батальоны Сен-Антуанского предместья, по пути к ним присоединялись батальоны из других секций. В то же время толпа женщин при поддержке нескольких мужчин пыталась ворваться в зал заседаний Конвента. Когда около трех часов батальоны появились на площади Карусели, натиск сделался непреодолимым.
Конвент был наводнён восставшими, которые убили депутата Феро и голову его насадили на пику. Среди криков, ругани, барабанного боя два инсургента, Этьенн Шабрие, старый член революционного комитета секции Арсенала, и Пьер Франсуа Дюваль, сапожник той же секции, взошли на трибуну и прочитали, сменяя друг друга, из Декларации прав человека пункт о праве на восстание, настаивая на этом праве. Но восставшие ничего не сделали, чтобы завладеть правительственными комитетами, и дали им время подготовиться к контратаке; они только и ждали момента, когда депутаты-монтаньяры себя скомпрометируют. В семь часов вечера обсуждение возобновилось: Дюруа и Ромм провели решение о непрерывности заседаний секций и об освобождении заключенных в тюрьму патриотов, а Субрани — об отстранении Комитета общественной безопасности и замене его временной комиссией. Было уже половина двенадцатого вечера. И тут национальная гвардия западных кварталов, Мулена, Музея и Лепелетье, была брошена в зал заседаний Конвента, она оттеснила восставших, которые вскоре разбежались. Тут же был принят декрет об аресте 14 скомпрометировавших себя депутатов.

### Противостояние
2 прериаля III года (21 мая 1795 года) восстание продолжалось в Сен-Антуанском предместье, а в секциях шли нелегальные собрания. Толпа заняла Ратушу (фр. Hôtel de Ville de Paris), а батальоны предместий около 3 часов пополудни ещё раз направились к Конвенту под командованием Гийома Делорма, колесника и капитана артиллеристов секции Попинкур. Жандармерия перешла на сторону восставших. Как и 2 июня 1793 года, канониры направили свои пушки на Собрание около 7 часов вечера, держа в руках зажжённые фитили. Канониры из умеренных секций тоже перешли на сторону восставших. Силам Конвента под командованием генерала Дюбуа противостояло, вероятно, около 20 000 восставших. Это было самое большое противостояние военных сил в Париже с начала революции. Но ни одного выстрела не прозвучало. И вместо того, чтобы опрокинуть термидорианскую гвардию, восставшие колебались, в то время как депутация Конвента, посланная правительственными комитетами, начали переговоры с восставшими, которые позволили себе поверить разговорам о братании. К барьеру Конвента была допущена депутация; её оратор перечислил в угрожающем адресе требования санкюлотов — хлеба и Конституции 1793 года; председатель обнял и поцеловал его. Восставшие батальоны вернулись в свои секции, упустив свой последний шанс.
Но Конвент был полон решимости подавить восстание. В течение всей второй половины 3 прериаля и в ночь на 4-ё армейские отряды подходили к Парижу и вступали в город. Одним из этих отрядов командовал Иоахим Мюрат, будущий маршал, который долгое время называл себя Иоахимом Маратом. С раннего утра 4 прериаля усиленно готовилась также и национальная гвардия центральных секций, Мулен, Лепелетье, Брута и Елисейских Полей. 4 прериаля под командой генерала Мену оказалось в общей сложности (считая как линейные войска, так и национальную гвардию) около 25 000 человек. Этих сил было достаточно, чтобы окружить Сен-Антуанское предместье и занять все выходы из него.

### Поражение
В течение ночи правительство преодолело сопротивление большинства повстанческих секций, и 4 прериаля Сен-Антуанскому предместью был предъявлен ультиматум — сдаться и выдать всё оружие: в случае отказа предместье будет объявлено в состоянии мятежа и все секции будут призваны помочь в его подавлении силой оружия или принудить голодом к сдаче. «Париж напоминает военный лагерь» — писала Journal des Hommes libres. 4 прериаля утром отряд «золотой молодёжи» ворвался в предместьe, но ему пришлось бесславно отступить. Батальоны трех секций были начеку, с пушками, нацеленными на город, им помогали женщины, «толпившиеся на всех углах», как сообщал полицейский осведомитель: «Хлеб есть материальная основа их восстания, но Конституция 1793 года — его душа; вообще у них очень печальный вид».
Восставших, оставшихся без вожаков, почти без руководящих кадров, поддерживало одно отчаяние. В четыре часа пополудни войска получили приказ наступать. Положение предместья было безнадёжным; ещё некоторая попытка была сделана в других секциях, чтобы принести им облегчение. В секции Пусоньер Этьеном Шефсоном, сапожником и бывшим солдатом «Armée révolutionnaire», позднее арестованным за попытку организовать рабочих идти на помощь братскому предместью; в Арси и в Финистер были призывы к сопротивлению даже после того, как битва была проиграна. Но никакой материальной поддержки не последовало, и предместье сдалось через несколько часов без единого выстрела.
Тотчас же приступили к арестам и к разоружению жителей. К 10 часам вечера усмирение было кончено, кроме разоружения, продолжавшегося ещё много дней, и кроме арестов, которые тоже шли несколько дней подряд. Волоча за собой пушки, отнятые у секций Сен-Антуанского предместья, приветствуемые радостными криками высыпавшего на бульвары населения центральных секций, войска прошли ко дворцу Конвента и продефилировали мимо здания. Об этом вечернем триумфальном шествии войск по бульварам до Тюильри сообщают современники: густая толпа встречала их с неистовым восторгом, женщины плакали и целовали им руки. К ночи палач Парижа получил предписание находиться со следующего дня в распоряжении военной комиссии, только что созданной для суда над восставшими.

## Реакция

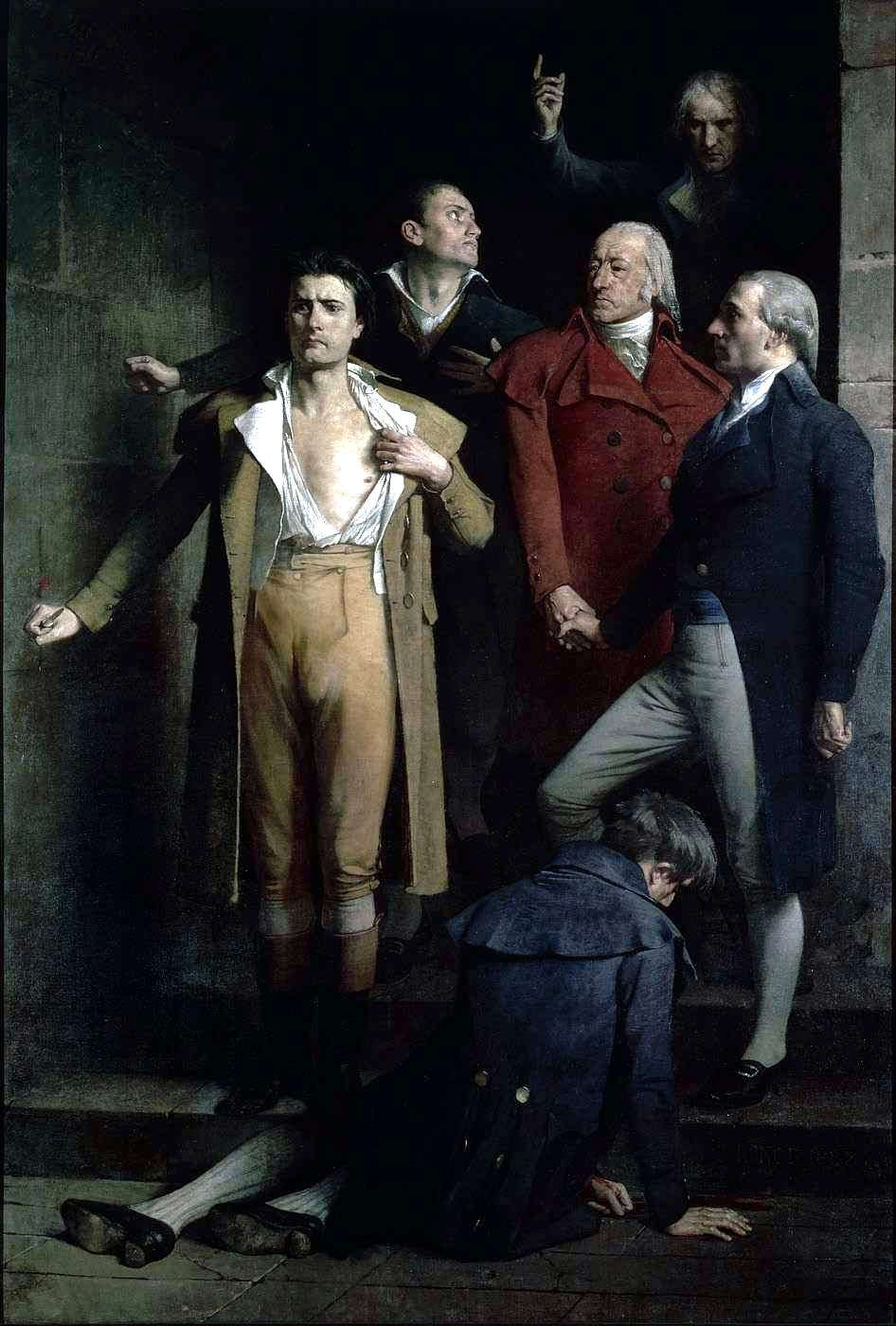
Мученики прериаля
Последние монтаньяры
Шарль Роно, 1882

На этот раз репрессии были полными и безжалостными и были направлены как против лидеров или предполагаемых лидеров самого восстания, так и против потенциальных лидеров подобных восстаний в будущем: обезглавить санкюлотов как политическую силу раз и навсегда. Необходимо было уничтожить остатки якобинцев в Конвенте, секционных собраниях и национальной гвардии. Были арестованы 12 депутатов Конвента, в том числе шесть, которые поддержали требования демонстрантов 1 прериаля. 23 мая (4 прериаля) была создана военная комиссия для упрощённого судопроизводства и казни всех лиц, захваченных с оружием или ношения знаков отличия восстания. Комиссия заседала в течение 10 недель и осудила 132 человека. В частности, были осуждены на смерть 18 из 23 жандармов, перешедших на сторону восставших, убийцы Феро и 5 руководителей, среди них Дюваль и Делорм.
Репрессии в секциях по своим последствиям длительного действия были ещё более значительными. 4 прериаля Конвент предписал парижским секциям разоружить и арестовать в случае необходимости всех «дурных» граждан. Эта широкая чистка происходила в секциях с 5 по 13 прериаля и привела к аресту 1 200 человек и разоружению 1 700. Депутаты Ромм, Дюкенуа, Гужон, Дюруа, Субрани и Бурботт были объединены в той же категории. Осуждённые депутаты, желая как бы продемонстрировать свою неприкосновенную свободу и бросить вызов своим обвинителям, попытались покончить с собой, прежде чем их должны были отправить на эшафот. Первые три попытки были успешными. Субрани умер, когда осуждённые достигли гильотины; остальные были казнены ещё живыми. Эта «героическая жертва» оставила «мучеников прериаля» в пантеоне народного движения. Но она подчеркнула неразрешимое противоречие их положения. 1 прериаля они видели расставленную для них ловушку и сознательно вошли в неё.
Секциям было предложено провести специальные собрания 24-го мая, чтобы осудить и обезвредить всех подозреваемых «террористов» и сочувствующих якобинцам. Результатом стали проскрипции с массовым числом жертв, в которой сведение старых счётов играли столь же большую роль, как и тестирование в политической ортодоксии. К 28 мая «Gazette française» отмечала их число в 10 000; в конечном итоге в общей сложности арестовано и разоружено должно было быть значительно больше, так как в нескольких секциях все бывшие члены революционных комитетов, все солдаты «Armée révolutionnaire» были арестованы или уволены, независимо от причастности к событиям жерминаля и прериаля. Таким образом был создан прецедент, которому следовали более чем один раз в течение Директории и Консулата.
По мнению британского историка-марксиста Джорджа Руда движение санкюлотов окончилось поражением отчасти из-за отсутствия чёткой политической программы и плана действий; частично за счёт слабости депутатов Горы; частично из-за политической неопытности и неспособности развить полученное преимущество; частично, больших навыков и опыта Конвента и правительственных комитетов и поддержки, даже без активного вмешательства регулярной армии, от «золотой молодёжи» (фр. jeunesse dorée) и состоятельных классов западных секций. Но, прежде всего, санкюлотам прериаля не удалось обеспечить поддержку, по крайней мере, радикального крыла буржуазии так, как это было во время восстаний 1789—1793 годов. Когда этот союз распался, их движение на всю его широту и воинственности, было сведено к бесплодному взрыву без всякой надежды на политические выгоды.
Согласно утверждению французского историка-марксиста Жоржа Лефевра, «поражение прериальского восстания является одной из важнейших дат революционного периода. Народ перестал быть политической силой, участником истории. Теперь он был не больше, чем жертва или зритель. Именно эта дата должна рассматриваться как конец революции. Её движущая сила (пружина) была сломана (фр. Son ressort est désormais cassé)». По мнению Франсуа Фюре, поражение санкюлотов было гарантировано новым балансом сил. Термидорианское большинство было полно решимости закончить революцию. Таким образом восстание прериаля приобрело новые характеристики: теперь, определённо, столкновение было войной социальной. Позже в своих воспоминаниях Рене Левассёр напишет, что на этот раз «это была борьба народа против средних классов, рабочих курток против сюртуков». Таким образом были названы две противостоящие друг другу силы на весь последующий XIX век.